# ソーシャルブックマーク
ソーシャルブックマーク（social bookmark、SBM）は、インターネット上のサービスの一つで、オンラインブックマークサービスの発展形。自分のブックマークをネット上に公開し、不特定多数の人間と共有する事で、これらを有益な情報源とすることができる。
同一アドレスを登録している他人のブックマークを見たり、またタグと呼ばれる登録者が付ける分類用の語句により同一タグで分類している他人のブックマークを見たりすることで同じ指向のコンテンツが見付けやすくなる（民衆分類、ソーシャルタグ付け）。

## 概要
ソーシャルブックマーキングは、集積や協働によりフォークソノミーを形成するタグに代表されるようなメタデータの力により、インターネット上のコンテンツを蓄積・分類・検索・管理する手法である。フォークソノミーは「ソーシャルタギング」とも呼ばれ、「コンテンツを共有するために多くの利用者がキーワードの形でメタデータを付与するプロセス」である。SBMサービスはインターネット上の全てのウェブページを対象にしたソーシャルブックマーキングを提供するサービスである。クリップ（clip）と呼ばれることもある。
SBMでは、利用者は覚えておきたい・共有したいウェブページへのリンクを保存する。これらのブックマークは通常は万人に公開されているが、本人・特定の人々やグループ・特定のネットワークやそれらの組み合わせといった特定の範囲だけで共有されるようにもできる。利用を許可された利用者はこれらのブックマークを時間順やカテゴリ・タグ別、もしくはサーチエンジン経由で閲覧できるのが普通である。
大多数のSBMでは利用者に伝統的なブラウザベースシステムのフォルダ代わりに自由なタグを使用したブックマークの整理を推奨しているが、カテゴリやフォルダを提供しているサービスも存在する。任意のタグと関連付けられたブックマークを一覧したり、同じページをブックマークした利用者の人数を表示したりといった機能が提供される。サービスによってはタグの関係性から推論してタグやブックマークのクラスタを生成するところもある。
多くのSBMではタグで分類されたリストを含むブックマークのリストをフィードで提供しており、購読者は他の利用者により新たに保存・共有・タグ付けされたブックマークに気付くことができる。
SBMの成熟と一般化に伴い、ブックマークの格付けやコメント、ブラウザからのブックマークのインポート・エクスポート、ブックマークの電子メール送信、Webアノテーション、サムネイル作成、グループやその他のソーシャルネットワークといった機能も追加されるようになってきている。

## 歴史
共有型オンラインブックマークの概念は、公開・非公開ブックマークの機能を持っていたitListが開始された1996年春に遡る。その後3年で、ベンチャーキャピタルに支えられたBackflip、Blink、Clip2、ClickMarks、HotLinksなどの参入によりオンラインブックマークサービスは競争市場となった。これらのサービスはブックマークの分類手段としてフォルダを提供しており、一部のサービスではブックマークを自動的にフォルダ分けしていた（確度はまちまちであった）。Blinkはブックマーク保存用のボタンをブラウザに提供していた。Backflipはブックマークを他の利用者に電子メール送信する機能を持ち、パートナーサイトに「このページをBackflipする」ボタンを設置していた。実現可能な収益化のモデルを欠いていたため、これら初期世代のSBM企業はドットコムバブル崩壊と共に破綻した――Backflipは「21世紀冒頭の経済災害」に言及して閉鎖した。2005年に、Blinkの設立者は「我々が『早過ぎた』とも、バブル崩壊で殺されたとも考えていない。プロダクトデザインと、アプローチのほんの僅かな差に全ては帰結される」と語っている。
2003年に設立されたdel.icio.us（現：Delicious）が初めてタグ付けを導入し、「ソーシャルブックマーキング」という語を作り出した。2004年には、Deliciousが軌道に乗ると共に、FurlとSimpy、（「ソーシャル引用サービス」とも呼ばれる）CiteulikeとConnotea、関連付け推薦システムのStumbleuponがリリースされた。2005年以降、日本でもはてなブックマーク、アセントネットワークスのChoix.jp、ECナビのBuzzurl、livedoor クリップなど既存ポータルサイト事業者が相次いで参入し知られるようになった。2006年には、Ma.gnolia、Blue Dot（後にFavesに改名）、Diigoがブックマーキング分野に参入し、Connectbeamはビジネス・企業向けのソーシャルブックマーキングとタギングサービスを開始した。2007年にはIBMもLotus Connections製品を発表した。
Digg、reddit、Newsvineなどのサイトも社会ニュースの分類に同様のシステムを提供しているほか、deviantARTやpixivなどの投稿サイトのようにサービス内でウェブページ以外のものを対象にソーシャルブックマーキングを取り入れる例も出て来ている。無数の類似サービスが登場すると共に、オープンソースのSBMエンジンPliggや、既存SBM事業者が提供するSBM作成サービスなども出現し、誰にでもSBMを作成できる状況が生まれている。

## 利点
高品質なサーチエンジンを作るという観点から、SBMシステムはWebクローラのような従来の自動化されたリソースの捜索・分類ソフトウェアに比して様々な長所を有している。Webサイトのようなインターネット資源のタグによる全ての分類は、リソースの意味をアルゴリズムによって把握しようとするソフトウェアとは対照的に、リソースの内容を理解する人間によって行われる。また、人間はWebクローラがまだ発見・インデックス化していないページを発見しブックマークすることもできる。さらに、SBMシステムは利用者によって何回ブックマークされたかに基づいてリソースに重み付けができ、これは他のページからのリンクの数によって重み付けするシステムよりもエンドユーザーにとって役に立つ指標になりうる。
利用者にとっては、SBMは統合されたブックマークにさまざまなコンピュータからアクセスでき、膨大なブックマークを管理し、知人と共有する手段として有益である。図書館も、利用者に参考リンクのリストを提供する簡単な方法としてソーシャルブックマーキングを利用するようになってきている。

## 欠点

### 語彙の統制の欠如
検索データという観点からは、こうしたタグによるシステムには次のような欠点もある。
- 標準化されたキーワードのセットがない（つまり統制語彙の代わりにフォークソノミーということ）
- タグの構造に基準がない（単数形／複数形、大文字／小文字など）
- 綴り間違いによるタグ付けの失敗（例：「球体関節」を「球体間接」と書いてしまう）
- 複数の意味を持つタグの存在（「風車」は「ふうしゃ」と「かざぐるま」の両方に使われる）
- 類義語・対義語の混乱による不明瞭なタグ（「台所」と「キッチン」など）
- 一部の利用者による一般的でない、個人的なタグ付け（猫のことを「毛糸玉」とタグ付けする人がいるかもしれない）
- 利用者がタグの階層関係を示す方法の欠如（あるサイトが「チーズ」と「チェダー」の両方でタグ付けされ、「チェダー」が「チーズ」の一種であることを示す方法がないなど）

#### 複雑系の力学
こうした欠点にもかかわらず、簡単な形の共有された語彙体系がSBMシステムには出現している。協働によるタグ付けは複雑系（または自己組織化）力学の一つの形を示している。個々の利用者の行動を制約する中心的な統制語彙が存在しなくても、異ったリソースを記述するタグの分布は時間と共に安定した冪乗則分布を示すようになる。一度そうした安定した分布が形成されれば、異ったタグの間の相関を分析することで簡素な語彙群を抽出することが可能となる。

### スパムと情報操作
SBMには腐敗や談合の余地もある。SBMの人気のため、一部の利用者はSBMをサーチエンジン最適化と同様に自分のサイトをより目立たせるための手段と考え始めている。あるページがブックマークされタグ付けされる回数が多いほど、そのページが人目に触れる可能性は高くなる。スパマーは同じページを何度もブックマークし、自分のサイトのページ1つ1つに大量のポピュラーなタグを付けるような行為をするようになり、SBMの開発者にこうした悪用を克服するための不断のセキュリティ調整を強いている。

## 原注
1. ↑  Golder, Scott; Huberman, Bernardo A. (2006), “Usage Patterns of Collaborative Tagging Systems”, Journal of Information Science 32 (2):  198-208, doi:10.1177/0165551506062337
2. ↑   Ben Lund, Tony Hammond, Martin Flack and Timo Hannay: Social Bookmarking Tools（II）: A Case Study - Connotea  In: D-Lib Magazine 11, Nr. 4, 2005
3. ↑  The Scout Report -- September 17, 1999
4. ↑  Extras - itList and Other Bookmark Managers by LaJean Humphries, January 17, 2000
5. ↑  "Livewire: Putting Your Bookmarks on the Web" by Michelle V. Rafter, December 8, 1999（Reuters）
6. ↑  "Net surfers can backtrack with Backflip", December 3, 1999, CNET News
7. ↑  "Web Services Offer Solutions to Bookmark Overload" by Julia Lawlor, July 13, 2000, New York Times
8. ↑  "New Web Service Offers Portable Bookmark Lists" by Ian Austen, November 11, 1999, New York Times
9. ↑  "Backflip Lets Web Users Store and Share Bookmarks" by Ian Austen, April 6, 2000, New York Times
10. ↑  "Someday, We'll All Backflip" by Andrew Goodman, May 23, 2000
11. ↑  "About Backflip"
12. ↑  "Getting it Right" by Ari Paparo, December 10, 2005
13. ↑  Mathes, A., Folksonomies - Cooperative Classification and Communication Through Shared Metadata. Computer Mediated Communication - LIS590CMC, Graduate School of Library and Information Science, University of Illinois Urbana-Champaign, December 2004.
14. ↑  Think Research Featured Concept: Fetch! by members of the Collaborative User Experience group at IBM Research
15. ↑  Heymann, Paul; Paul; Georgia, Koutrika; Hector, Garcia-Molina (12 February 2008). “Can Social Bookmarking Improve Web Search?”. First ACM International Conference on Web Search and Data Mining. 2008年3月12日閲覧.
16. ↑  Rethlefsen, Melissa L. (9 2007). “Tags Help Make Libraries Del.icio.us”. Library Journal 2008年3月12日閲覧。.
17. 1 2  Harry Halpin, Valentin Robu, Hana Shepherd The Complex Dynamics of Collaborative Tagging, Proceedings of the 16th International Conference on the World Wide Web（WWW'07）, Banff, Canada, pp. 211-220, ACM Press, 2007.
18. ↑  Tony Hammond, Timo Hannay, Ben Lund and Joanna Scott. - Social Bookmarking Tools（I）: A General Review In: D-Lib Magazine 11, Nr. 4, 2005
19. ↑  The Anti-Social Tagger - Detecting Spam in Social Bookmarking Systems by Beate Krause, Christoph Schmitz, Andreas Hotho, and Gerd Stumme. 2008